# ريمون روسيل
ريمون روسيل (بالفرنسية: Raymond Roussel )‏ (و. 1877 – 1933 م) هو كاتب، وعازف بيانو، وشاعر، وكاتب مسرحي، ولاعب شطرنج فرنسي، ولد في باريس، يستخدم آلات بيانو، توفي في باليرمو، عن عمر يناهز 56 عاماً، بسبب جرعة زائدة.

## روابط خارجية
- ريمون روسيل على موقع ميوزك برينز (الإنجليزية)